# Grande Slam (curling)
Il Grande Slam è un insieme di tornei di curling per professionisti che si svolgono regolarmente a cadenza annuale in Canada. Il Grande Slam è stato istituito nel 2001 per gli uomini e nel 2006 per le donne. 
La stagione 2023-2024 prevede 5 prove sia al maschile che al femminile queste sono: il Masters, il Canadian Open, il National, il Player's Championship (questi primi quattro sono detti major per la loro particolare importanza) e il GSOC Tour Challenge. Alcuni Slam del passato non sono previsti nella stagione corrente, la Champions cup (ultima edizione nel 2023) e l'Elite 10 (solo maschile, ultima edizione nel 2018).
Ai tornei prendono parte le migliori squadre al mondo, che si qualificano tramite il ranking mondiale.

## Slam Maschile

### GSOC Tour Challenge Tier 1
Il torneo è stato introdotto nel 2015.
Vincitori
| Edizione | Skip vincitore | Luogo                                     |
| -------- | -------------- | ----------------------------------------- |
| 2015     | Kevin Koe      | Paradise, Terranova e Labrador            |
| 2016     | Niklas Edin    | Cranbrook, Columbia Britannica            |
| 2017     | Brad Gushue    | Regina, Saskatchewan                      |
| 2018     | Brad Jacobs    | Thunder Bay, Ontario                      |
| 2019     | Brad Jacobs    | Westville Road, Nova Scotia               |
| 2020     | cancellato     |                                           |
| 2021     | cancellato     |                                           |
| 2022     | Niklas Edin    | Grande Prairie, Alberta                   |
| 2023     | Joel Retornaz  | Niagara Falls, Ontario                    |
| 2024     | Bruce Mouat    | Charlottetown, Isola del Principe Edoardo |

### Masters
Il torneo è stato introdotto nel 2002.
Vincitori
| Edizione        | Skip vincitore | Luogo                              |
| --------------- | -------------- | ---------------------------------- |
| 2002            | Bruce Korte    | Gander, Terranova e Labrador       |
| 2003 (Gennaio)  | Kevin Martin   | Sudbury, Ontario                   |
| 2003 (Dicembre) | Wayne Middaugh | Sudbury, Ontario                   |
| 2004            | Jeff Stoughton | Humboldt, Saskatchewan             |
| 2006 (Febbraio) | Randy Ferbey   | Saint John's, Terranova e Labrador |
| 2006 (Dicembre) | Glenn Howard   | Waterloo, Ontario                  |
| 2008 (Gennaio)  | Glenn Howard   | Saskatoon, Saskatchewan            |
| 2008 (Novembre) | Glenn Howard   | Waterloo, Ontario                  |
| 2009            | Glenn Howard   | Mississauga, Ontario               |
| 2010            | Mike McEwen    | Windsor, Ontario                   |
| 2011            | Glenn Howard   | Sault Sainte Marie, Ontario        |
| 2012            | Kevin Koe      | Brantford, Ontario                 |
| 2013            | Glenn Howard   | Abbotsford, Columbia Britannica    |
| 2014            | Brad Gushue    | Selkirk, Manitoba                  |
| 2015            | Mike McEwen    | Truro, Nuova Scozia                |
| 2016            | Niklas Edin    | Okotoks, Alberta                   |
| 2017            | Brad Gushue    | Lloydminster, Saskatchewan         |
| 2018            | John Epping    | Truro, Nuova Scozia                |
| 2019            | Matt Dunstone  | North Bay, Ontario                 |
| 2020            | cancellato     |                                    |
| 2021            | Bruce Mouat    | Oakville, Ontario                  |
| 2022            | Joel Retornaz  | Oakville, Ontario                  |
| 2023            | Joel Retornaz  | Saskatoon, Saskatchewan            |
| 2025 (Gennaio)  | Ross Whyte     | Guelph, Ontario                    |

### National
Come il Masters anche il National è stato introdotto nel 2002.
Vincitori
| Edizione        | Skip vincitore  | Luogo                                      |
| --------------- | --------------- | ------------------------------------------ |
| 2002            | Glenn Howard    | Sault Sainte Marie, Ontario                |
| 2003            | Pierre Charette | Humboldt, Saskatchewan                     |
| 2004            | Glenn Howard    | Prince Albert, Saskatchewan                |
| 2004 (Novembre) | Kevin Martin    | Hamilton, Ontario                          |
| 2005            | Wayne Middaugh  | Port Hawkesbury, Nuova Scozia              |
| 2007 (Marzo)    | Kevin Martin    | Port Hawkesbury, Nuova Scozia              |
| 2007 (Dicembre) | Kevin Martin    | Port Hawkesbury, Nuova Scozia              |
| 2008            | Wayne Middaugh  | Québec, Québec                             |
| 2010 (Gennaio)  | Brad Gushue     | Guelph, Ontario                            |
| 2010 (Dicembre) | Kevin Martin    | Vernon, Columbia Britannica                |
| 2012            | Glenn Howard    | Dawson Creek, Columbia Britannica          |
| 2013            | Jeff Stoughton  | Port Hawkesbury, Nuova Scozia              |
| 2014 (Marzo)    | Glenn Howard    | Fort McMurray, Alberta                     |
| 2014 (Novembre) | Mike McEwen     | Sault Sainte Marie, Ontario                |
| 2015            | Brad Gushue     | Oshawa, Ontario                            |
| 2016            | Brad Jacobs     | Sault Sainte Marie, Ontario                |
| 2017            | Bruce Mouat     | Sault Sainte Marie, Ontario                |
| 2018            | Ross Paterson   | Conception Bay South, Terranova e Labrador |
| 2019            | Brad Jacobs     | Conception Bay South, Terranova e Labrador |
| 2020            | cancellato      |                                            |
| 2021            | Brad Gushue     | Chestermere, Alberta                       |
| 2022            | Brad Gushue     | North Bay, Ontario                         |
| 2023            | Joel Retornaz   | Westville Road, Nova Scotia                |
| 2024            | Bruce Mouat     | Saint John's, Terranova e Labrador         |

### Canadian Open
La prima edizione del Canadian Open si tenne nel 2001.
Vincitori
| Edizione        | Skip vincitore   | Luogo                          |
| --------------- | ---------------- | ------------------------------ |
| 2001            | Wayne Middaugh   | Wainwright, Alberta            |
| 2002            | Kevin Martin     | Thunder Bay, Ontario           |
| 2003            | Glen Despins     | Brandon, Manitoba              |
| 2005            | Kevin Martin     | Winnipeg, Manitoba             |
| 2006            | Jeff Stoughton   | Winnipeg, Manitoba             |
| 2007 (Gennaio)  | Kevin Martin     | Winnipeg, Manitoba             |
| 2007 (Dicembre) | Kevin Martin     | Québec, Québec                 |
| 2009            | Glenn Howard     | Winnipeg, Manitoba             |
| 2010            | Kevin Martin     | Winnipeg, Manitoba             |
| 2011 (Gennaio   | Mike McEwen      | Oshawa, Ontario                |
| 2011 (Dicembre) | Mike McEwen      | Kingston, Ontario              |
| 2012            | Glenn Howard     | Kelowna, Columbia Britannica   |
| 2013            | Kevin Koe        | Medicine Hat, Alberta          |
| 2014            | Brad Gushue      | Yorkton, Saskatchewan          |
| 2015            | John Epping      | Yorkton, Saskatchewan          |
| 2017            | Brad Gushue      | North Battleford, Saskatchewan |
| 2018            | Peter de Cruz    | Camrose, Alberta               |
| 2019            | Brendan Bottcher | North Battleford, Saskatchewan |
| 2020            | Brad Jacobs      | Yorkton, Saskatchewan          |
| 2021            | cancellato       |                                |
| 2022            | cancellato       |                                |
| 2023            | Brendan Bottcher | Camrose, Alberta               |
| 2024 (Gennaio)  | Bruce Mouat      | Red Deer, Alberta              |
| 2024 (Novembre) | Bruce Mouat      | Nisku, Alberta                 |

### Elite 10
Il torneo è stato introdotto nel 2015 ed eliminato dal 2019.
Vincitori
| Edizione         | Skip vincitore | Luogo                         |
| ---------------- | -------------- | ----------------------------- |
| 2015             | Mike McEwen    | Fort McMurray, Alberta        |
| 2016             | Brad Gushue    | Colwood, Columbia Britannica  |
| 2017             | John Morris    | Port Hawkesbury, Nuova Scozia |
| 2018 (Marzo)     | Mike McEwen    | Winnipeg, Manitoba            |
| 2018 (Settembre) | Brad Gushue    | Chatham, Ontario              |

### Player's Championship
Il torneo è stato introdotto nel Grande slam nel 2006 ma il torneo esisteva già dal 1993.
Vincitori
| Edizione        | Skip vincitore   | Luogo                                  |
| --------------- | ---------------- | -------------------------------------- |
| 1993            | Russ Howard      | Calgary, Alberta                       |
| 1994            | Kevin Martin     | Calgary, Alberta                       |
| 1995 (Aprile)   | Murray McEachern | Selkirk, Manitoba                      |
| 1995 (Dicembre) | Wayne Middaugh   | Jasper, Alberta                        |
| 1997            | Russ Howard      | Winnipeg, Manitoba                     |
| 1998            | Kevin Martin     | Fort McMurray, Alberta                 |
| 1999            | Wayne Middaugh   | Winnipeg, Manitoba                     |
| 2000            | Kevin Martin     | Winnipeg, Manitoba                     |
| 2001            | Wayne Middaugh   | Calgary, Alberta                       |
| 2002            | Wayne Middaugh   | Strathroy, Ontario                     |
| 2003            | Jeff Stoughton   | Leduc, Alberta                         |
| 2004            | John Morris      | Saint John's, Terranova e Labrador     |
| 2005            | Kevin Martin     | Saint John's, Terranova e Labrador     |
| 2006            | Randy Ferbey     | Calgary, Alberta                       |
| 2007            | Kevin Martin     | Calgary, Alberta                       |
| 2008            | Glenn Howard     | Saint John's, Terranova e Labrador     |
| 2009            | Randy Ferbey     | Grande Prairie, Alberta                |
| 2010            | Kevin Martin     | Dawson Creek, Columbia Britannica      |
| 2011            | Kevin Martin     | Grande Prairie, Alberta                |
| 2012            | John Epping      | Summerside, Isola del Principe Edoardo |
| 2013            | Glenn Howard     | Toronto, Ontario                       |
| 2014            | Kevin Martin     | Summerside, Isola del Principe Edoardo |
| 2015            | Brad Jacobs      | Toronto, Ontario                       |
| 2016            | Brad Gushue      | Toronto, Ontario                       |
| 2017            | Niklas Edin      | Toronto, Ontario                       |
| 2018            | Kevin Koe        | Toronto, Ontario                       |
| 2019            | Brendan Bottcher | Toronto, Ontario                       |
| 2020            | cancellato       |                                        |
| 2021            | Bruce Mouat      | Calgary, Alberta                       |
| 2022            | Bruce Mouat      | Toronto, Ontario                       |
| 2023            | Kevin Koe        | Toronto, Ontario                       |
| 2024            | Brad Gushue      | Toronto, Ontario                       |
| 2025            | Bruce Mouat      | Toronto, Ontario                       |

### Champions cup
La Champions cup è stata introdotta nel 2015. L'evento è stato cancellato dal 2024.
Vincitori
| Edizione | Skip vincitore   | Luogo                   |
| -------- | ---------------- | ----------------------- |
| 2016     | Reid Carruthers  | Sherwood Park, Alberta  |
| 2017     | Brad Jacobs      | Calgary, Alberta        |
| 2018     | Brad Gushue      | Calgary, Alberta        |
| 2019     | Brendan Bottcher | Saskatoon, Saskatchewan |
| 2020     | cancellato       |                         |
| 2021     | Bruce Mouat      | Calgary, Alberta        |
| 2022     | Brad Gushue      | Olds, Alberta           |
| 2023     | Brendan Bottcher | Regina, Saskatchewan    |

## Slam Femminile

### GSOC Tour Challenge Tier 1
Il torneo è stato introdotto nel 2015.
Vincitrici
| Edizione | Skip vincitrice   | Luogo                                     |
| -------- | ----------------- | ----------------------------------------- |
| 2015     | Silvana Tirinzoni | Paradise, Terranova e Labrador            |
| 2016     | Valerie Sweeting  | Okotoks, Alberta                          |
| 2017     | Valerie Sweeting  | Regina, Saskatchewan                      |
| 2018     | Rachel Homan      | Thunder Bay, Ontario                      |
| 2019     | Anna Hasselborg   | Westville Road, Nova Scotia               |
| 2020     | cancellato        |                                           |
| 2021     | cancellato        |                                           |
| 2022     | Tracy Fleury      | Grande Prairie, Alberta                   |
| 2023     | Jennifer Jones    | Niagara Falls, Ontario                    |
| 2024     | Kerri Einarson    | Charlottetown, Isola del Principe Edoardo |

### Masters
Il torneo è stato introdotto nel 2012.
Vincitrici
| Edizione       | Skip vincitrice  | Luogo                           |
| -------------- | ---------------- | ------------------------------- |
| 2012           | Rachel Homan     | Brantford, Ontario              |
| 2013           | Rachel Homan     | Abbotsford, Columbia Britannica |
| 2014           | Valerie Sweeting | Selkirk, Manitoba               |
| 2015           | Rachel Homan     | Truro, Nuova Scozia             |
| 2016           | Allison Flaxey   | Okotoks, Alberta                |
| 2017           | Jennifer Jones   | Lloydminster, Saskatchewan      |
| 2018           | Anna Hasselborg  | Truro, Nuova Scozia             |
| 2019           | Tracy Fleury     | North Bay, Ontario              |
| 2020           | cancellato       |                                 |
| 2021           | Tracy Fleury     | Oakville, Ontario               |
| 2022           | Kerri Einarson   | Oakville, Ontario               |
| 2023           | Rachel Homan     | Saskatoon, Saskatchewan         |
| 2025 (Gennaio) | Anna Hasselborg  | Guelph, Ontario                 |

### National
Il National è stato introdotto nel 2015.
Vincitrici
| Edizione | Skip vincitrice   | Luogo                                      |
| -------- | ----------------- | ------------------------------------------ |
| 2015     | Rachel Homan      | Oshawa, Ontario                            |
| 2016     | Kerri Einarson    | Sault Sainte Marie, Ontario                |
| 2017     | Jennifer Jones    | Sault Sainte Marie, Ontario                |
| 2018     | Rachel Homan      | Conception Bay South, Terranova e Labrador |
| 2019     | Anna Hasselborg   | Conception Bay South, Terranova e Labrador |
| 2020     | cancellato        |                                            |
| 2021     | Anna Hasselborg   | Chestermere, Alberta                       |
| 2022     | Silvana Tirinzoni | North Bay, Ontario                         |
| 2023     | Gim Eun-ji        | Westville Road, Nova Scotia                |
| 2024     | Rachel Homan      | Saint John's, Terranova e Labrador         |

### Canadian Open
Il primo Canadian Open femminile si tenne a Yorkton nel 2014.
Vincitrici
| Edizione        | Skip vincitrice   | Luogo                          |
| --------------- | ----------------- | ------------------------------ |
| 2014            | Eve Muirhead      | Yorkton, Saskatchewan          |
| 2015            | Rachel Homan      | Yorkton, Saskatchewan          |
| 2017            | Casey Scheidegger | North Battleford, Saskatchewan |
| 2018            | Chelsea Carey     | Camrose, Alberta               |
| 2019            | Rachel Homan      | North Battleford, Saskatchewan |
| 2020            | Anna Hasselborg   | Yorkton, Saskatchewan          |
| 2021            | cancellato        |                                |
| 2022            | cancellato        |                                |
| 2023            | Satsuki Fujisawa  | Camrose, Alberta               |
| 2024 (Gennaio)  | Rachel Homan      | Red Deer, Alberta              |
| 2024 (Novembre) | Rachel Homan      | Nisku, Alberta                 |

### Player's Championship
Il Player's Championship è stato fra i primi tornei inseriti nel Grande slam femminile nel 2006.
Vincitrici
| Edizione | Skip vincitrice   | Luogo                                  |
| -------- | ----------------- | -------------------------------------- |
| 2006     | Jennifer Jones    | Calgary, Alberta                       |
| 2007     | Jennifer Jones    | Calgary, Alberta                       |
| 2008     | Amber Holland     | Saint John's, Terranova e Labrador     |
| 2009     | Jennifer Jones    | Grande Prairie, Alberta                |
| 2010     | Cheryl Bernard    | Dawson Creek, Columbia Britannica      |
| 2011     | Jennifer Jones    | Grande Prairie, Alberta                |
| 2012     | Stefanie Lawton   | Summerside, Isola del Principe Edoardo |
| 2013     | Eve Muirhead      | Toronto, Ontario                       |
| 2014     | Jennifer Jones    | Summerside, Isola del Principe Edoardo |
| 2015     | Eve Muirhead      | Toronto, Ontario                       |
| 2016     | Eve Muirhead      | Toronto, Ontario                       |
| 2017     | Jennifer Jones    | Toronto, Ontario                       |
| 2018     | Jamie Sinclair    | Toronto, Ontario                       |
| 2019     | Kerri Einarson    | Toronto, Ontario                       |
| 2020     | cancellato        |                                        |
| 2021     | Kerri Einarson    | Calgary, Alberta                       |
| 2022     | Anna Hasselborg   | Toronto, Ontario                       |
| 2023     | Isabella Wranå    | Toronto, Ontario                       |
| 2024     | Silvana Tirinzoni | Toronto, Ontario                       |
| 2025     | Silvana Tirinzoni | Toronto, Ontario                       |

### Champions Cup
Il torneo è stato inserito nel 2015. L'evento è stato cancellato dal 2024.
Vincitrici
| Edizione | Skip vincitrice   | Luogo                   |
| -------- | ----------------- | ----------------------- |
| 2016     | Jennifer Jones    | Sherwood Park, Alberta  |
| 2017     | Rachel Homan      | Calgary, Alberta        |
| 2018     | Rachel Homan      | Calgary, Alberta        |
| 2019     | Silvana Tirinzoni | Saskatoon, Saskatchewan |
| 2020     | cancellato        |                         |
| 2021     | Rachel Homan      | Calgary, Alberta        |
| 2022     | Kerri Einarson    | Olds, Alberta           |
| 2023     | Rachel Homan      | Regina, Saskatchewan    |